# Calycomyza artemisiae
Calycomyza artemisiae este o specie de muște din genul Calycomyza, familia Agromyzidae, descrisă de Johann Heinrich Kaltenbach în anul 1856. Conform Catalogue of Life specia Calycomyza artemisiae nu are subspecii cunoscute.